# Deux-Évailles
Deux-Évailles är en kommun i departementet Mayenne i regionen Pays de la Loire i nordvästra Frankrike. Kommunen ligger i kantonen Montsûrs som tillhör arrondissementet Laval. År 2018 hade Deux-Évailles 198 invånare.

## Befolkningsutveckling
Antalet invånare i kommunen Deux-Évailles
| Referens: INSEE |